# Сретен Стојановић
Сретен Стојановић (Приједор, 2. фебруар 1898 — Београд, 29. октобар 1960) био је српски академски вајар, цртач, акварелиста, теоретичар, ликовни критичар и универзитетски професор. Стојановић је био декан Ликовне академије у Београду.

## Биографија
Стојановићи су Јакшићи из Невесињског поља. Одатле су се покренули под вођством кнеза Вуковоја Јакшића и зауставили на Козари у селима више Приједора. По синовима Вуковојевим, Стојану, постали су Стојановићи, а по кнезу Милану Кнежевићи. У крајишкој породици Стојановића биле су три генерације свештеника. Илија, Гавро и Симо, отац Сретена Стојановића и још његових седморо браће и сестара. Одрастао је у православној српској породици. Мајка Јованка, дјевојачки Вујасиновић из свештеничке православне породице из Козарске Дубице и отац Симо Стојановић православни свештеник. Слава Стојановића је Свети Ђорђе. Све учење из породице је упућивало да је највећи домет сваког национализма ипак само и једино човјек. Сви Стојановићи су били добро и лијепо васпитана дјеца.
Основну школу похађао је у Приједору, а била је на свега неколико метара од њихове породичне куће на мјесту данашњег Дома за пензионере и стара лица. Почео је да похађа средњу школу у Бањој Луци али је као националистички револуционар истеран из гимназије. За време рата је био затворен. Као припадник Младе Босне робијао је у затвору у Зеници, где резбари и украшава кутије за дуван од липовог дрвета. Са њим је робијао његов брат др Младен Стојановић потоњи народни херој.
Студирао је у Бечу, под покровитељством потпредседнице Друштва „Цвијета Зузорић“ Кристе и професора Медицинског Факултета Ђурице Ђорђевића, код мајстора Франца Целезног (Franz Zelezny), а израду бисте код пољског вајара Станислава Романа Левандовског (Stanisław Roman Lewandowski), који је неко време провео у атељеу Огиста Родена. У Париз је дошао крајем октобра 1919. где уписује приватну школу Grande Chaumiére, у којој је класу водио Емила Бурдела. Током студија дружио се са другим српским уметницима као што су Сава Шумановић, Мило Милуновић, Ристо Стијовић, Душан Јовановић Ђукин. Од 1922. се насељава у Београд. Током живота у Београду, чест је гост својих пријатеља и мецена Кристе и Ђурице Ђорђевића, који су након пресељења из Загреба у Београд свој стан у улици Страхињића Бана претворили у место окупљања уметника. За њихов стан Стијовић израђује 36 рељефа у храстовини, док је Мило Милуновић радио молитвену фреску у стану а архитекта Злоковић пројектовао хол. Њихов стан заједно са радовима Стојановића и других уметника уништен је у Априлском бомбардовању Београда.
У периоду између два светска рата радио је фасадну пластику, у сарадњи са архитектама Миланом Злоковићем, Драгишом Брашованом, Миланом Секулићем и Проком Бајићем. Његови радови могу се видети на згради Трговачке коморе у улици Модене у Новом Саду, на кући Ђорђа Драгутиновића у Змај Јовиној улици број 31 у Земуну, палати Асикурациони Ђенерали у београдском булевару Краља Александра, стамбено-пословном објекту подигнутом на углу Булевара краља Александра 17 и Ресавске улице, згради у улици Тадеуша Кошћушка 20, згради Индустријске коморе у Македонској 25 у Београду и двојној куће са атељеом Сретена Стојановића и Младена Јосића. Део његових рада сматра се изузетним примерима ар деко рељефа. Након 1932. Стојановић више није радио фасадну пластику.
Године 1931. Стојановић је на изложби са Костом Хакманом приказао рељефе у дрвету: Игра, Коло, Под пуним једрима и Домаћа Музика.
Стојановић је један од првих професора на Академији ликовних уметности у Београду. Био је члан Српске академије наука и уметности (САНУ), изабран 1950. године за дописног, а од 1959. године за редовног члана.
Говорио је да му је увек импоновала монументалност наших историјских личности и историјских збивања. Осећај за монументалност исказује на споменицима Карађорђу, Његошу, Филипу Вишњићу, Младену Стојановићу, а нарочито на споменицима изведеним после Другог светског рата на Иришком венцу (споменик Слобода из 1951) и у Босанском Грахову.
Према Лазару Трифуновићу три уметничка периода у Стојановићевом раду су: Период стилизације, 1919–1928, Период реализма, 1929–1944, Период романтике, 1945-1960.
Излагао је још на изложбама независних уметника у Паризу 1921. године. Његова дела изложена су у више галерија, поред осталих и у Спомен-збирци Павла Бељанског.
Умро је 29. октобра 1960. године и сахрањен је на Новом гробљу у Београду.

## Наслеђе
Додељен му је Орден рада I реда.
Уз Тому Росандића, Петра Палавичинија и Ристу Стијовића убраја се у протагонисте српске савремене скулптуре.
У јуну 2013. године у Галерији РТС је отворена изложба његових скулптура и слика.

## Дела
- Стојановић, Сретен (1928). Импресије из Русије (на језику: (језик: српски)). YU-Београд: Новости. стр. 79 страна.
- Стојановић, Сретен (1952). О уметности и уметницима (на језику: (језик: српски)). YU-Београд: Просвета. стр. 103 страна.
- Стојановић, Сретен. Бисте (на језику: (језик: српски)). YU-Београд.

## Галерија
- Мој отац
- Портрет пријатеља, (Музеј савремене уметности) (1920)
- Наташа Бошковић (1930)
- Девојка са огледалом (1932)
- Седећи женски акт, 1932. (Музеј историје Југославије)
- Бацач камена (1936)
- Огрлица (1937-1938)
- Уметникова жена (1940)
- Портрет Павла Бељанског (1943)
- Петар Лубарда (1950)
- Детаљ са предње стране споменика „Слобода“ на Фрушкој гори (1951.)
- Гуслар (1956)
- Споменик Карађорђу у Београду
- Споменик Његошу
- Споменик Филипу Вишњићу
- Споменик Младену Стојановићу у Приједору

### Књиге, енциклопедије и каталози
- Despotović, Jovan (1998). Sreten Stojanović : 1898—1960 [katalog]. Beograd: Jugoslovenska galerija umetničkih dela. Архивирано из оригинала 02. 08. 2018. г. Приступљено 08. 03. 2012.  142071559
- Јовановић, Вера (2008). Три вајара : Ристо Стијовић, Сретен Стојановић, Небојша Митрић : сећања и писма. Нови Сад: В. Јовановић.  232990471
- Jugoslovenska skulptura 1870—1950 (ur. Miodrag B. Protić). Beograd: Muzej savremene umetnosti. 1975.  1931015
- Комеморативни скуп поводом смрти академика Сретена Стојановића : 4. XI 1960 (ур. Ђорђе Андрејевић-Кун). Београд: Научно дело. 1962.  121717511
- Kulturna povijest Oktobarske revolucije — sto godina kasnije (ur. Danijela Lugarić Vukas) (PDF). Zagreb: Filozofski fakultet Sveučilišta u Zagrebu, Zavod za znanost o književnosti. 2017.
- Купрешанин, Драгољуб; Комељ, Миклавж; Лајбеншпергер, Ненад; Васиљевић, Марија (2015). Уметност као отпор фашизму : публикација поводом седамдесетогодишњице победе над фашизмом : 9. мај 1945—2015. (ур. Марија Васиљевић) (PDF). Београд: Музеј историје Југославије.  214910732
- Malbaša, Predrag (2013). Spomenici Petra II Petrovića Njegoša. Cetinje: Fomos Montenegro.
- Miletić, Miloš; Radovanović, Mirjana; Knežević, Vida; Komelj, Miklavž; Kirn, Gal; Hanček, Ivana; Vuković, Vesna; Kutleša, Ana (2017). Lekcije o odbrani : Da li je moguće stvarati umetnost revolucionarno? (PDF). Beograd: KURS & Rosa Luxemburg Stiftung Southeast Europe. Архивирано из оригинала (PDF) 24. 08. 2018. г. Приступљено 24. 08. 2018.
- Петровић, Драган (2014). Југословенска политичка јавност и СССР 1922—1941. (докторска дисертација) (PDF). Нови Сад: Филозофски факултет Универзитета у Новом Саду.
- Порчић, Љиљана; Миловановић, Душан (2013). Сретен Стојановић : Галерија РТС, Београд, 18. јун - 6. септембар 2013. [каталог изложбе] (PDF). Београд: Радио-телевизија Србије.  198947084
- Prilozi za istoriju Muzeja savremene umetnosti (prir. Dejan Sretenović) (PDF). Beograd: Muzej savremene umetnosti. 2016. Архивирано из оригинала (PDF) 17. 07. 2019. г. Приступљено 01. 08. 2018.  222200332
- Протић, Миодраг Б. (1957). Сретен Стојановић. Београд: Просвета.  131955975
- Протић, Миодраг Б. (1970). Српско сликарство XX века, Том 1. - Библиотека Синтезе. Београд: Нолит.  23899905
- Revolucionarno kiparstvo; [tekst Juraj Baldani]. Zagreb: Spektar. 1977.  49820935
- Stevanović, Momčilo (1962). Sreten Stojanović : život i delo (ur. Oto Bihalji-Merin i Jara Ribnikar). Jugoslavija.  512620952
- „Stojanović Sreten” (PDF). Narodna enciklopedija srpsko-hrvatsko-slovenačka [knjiga IV, S—Ž]. Bibliografski zavod D. D. Zagreb. 1929. стр. 498—499.
- „Стојановић Сретен”. Мала енциклопедија Просвета Том 2. Београд: Просвета. 1959. стр. 630.
- Sreten Stojanović : 1898-1960 : radovi na papiru : Galerija Fakulteta likovnih umetnosti, 8.2. - 1.3.1999. [izbor radova i postavka izložbe Nikola Vukosavljević, Bojana Burić ; obrada biografskih podataka Milena Kvas ; fotografije Danilo Vasić; katalog] (PDF). Beograd: Fakultet likovnih umetnosti. 1999. Архивирано из оригинала (PDF) 02. 08. 2018. г. Приступљено 02. 08. 2018.  512968088
- Трифуновић, Лазар (1973). Српско сликарство : 1900 — 1950. - Библиотека Синтезе. Београд: Нолит.  108281607
- Трифуновић, Лазар (1973). Сретен Стојановић. Београд: Српска академија наука и уметности.  121821703

### Студије, чланци из часописа и новина
- Баковић, Милица (2013). „Живи споменик” (PDF). Дисово пролеће. Чачак: Градска библиотека „Владисав Петковић Дис“ Чачак (44): 15. Архивирано из оригинала (PDF) 15. 08. 2016. г. Приступљено 02. 08. 2018.  211024908
- Berkuljan, Aleksandar (2013). „Podsjetnik na klesare Njegoševog lika” (PDF). Glasnik Narodnog muzeja Crne Gore. Cetinje: Narodni muzej Crne Gore. IX: 115—128.
- Bjažić Klarin, Tamara; Galjer, Jasna (2013). „Jugoslavenski paviljon na Svjetskoj izložbi u Parizu 1937. i reprezentacijska paradigma nove državne kulturne politike”. Radovi Instituta za povijest umjetnosti. Zagreb: Institut za povijest umjetnosti. 37 (37): 179—192.
- Бошњак, Срето (2000). „Сретен Стојановић : (1898—1960)”. Глас Српске академије наука и уметности, Одељење за ликовне и музичке уметности, Том 388, књ. 7: 5—9.  517553557
- Голубовић, Видосава (2009). „„Утисци из Русије“ Драгише Васића”. Руски алманах. 18 (14): 131—135.
- Голубовић, Видосава (2012). „„Импресије из Русије“ Сретена Стојановића”. Руски алманах. 21 (17): 236—242.  207829516
- Miloradović, Goran (2010). „Russian / Soviet Cultural Inﬂuence in Serbia / Yugoslavia In the XX and XXI Century” (PDF). Russia Serbia Relations at the beginning of XXI Century : Essay compendium (ur. Žarko N. Petrović) (на језику: енглески). Beograd: ISAC Fund.
- Nesic, Blagoje V.; Markovic, Kamenko M. (2014). „Half a century of Lazar Licenoski’s death – A great painter of macedonian modern art” (PDF). ПЕТТА МЕЃУНАРОДНА НАУЧНА КОНФЕРЕНЦИЈА - 2014 «МЕЃУНАРОДЕН ДИЈАЛОГ: ИСТОК - ЗАПАД» (КУЛТУРА, СЛАВЈАНСТВО И ЕКОНОМИЈА) (на језику: енглески). Свети Николе: Меѓународен Центар за Славјанска просвета - Свети Николе. 1 (1): 165—168.
- Радојевић, Мира (2017). „Развој југословенске (српске) историографије о „Великом октобру“” (PDF). Српска политичка мисао. 57 (24/3): 13—33. Архивирано из оригинала (PDF) 24. 08. 2018. г. Приступљено 24. 08. 2018.
- Ristić, Andrijana (2011). „Prezentacija umetnika u ilustrovanoj štampi u okviru kulturne politike Agitpropa 1945—1952” (PDF). Kultura. Beograd: Zavod za proučavanje kulturnog razvitka (131): 145—157.
- Секулић, Јован (2004). „Ново гробље у Београду / Споменичко наслеђе — проблеми заштите” (PDF). Наслеђе. Београд: Завод за заштиту споменика културе града Београда (V): 179—186.
- Симић-Миловановић, Зора (1959). „Београд и борбени развој српске уметности новијег доба”. Годишњак града Београда. Београд: Музеј града Београда (VI): 619—660.
- Токин, Бошко (1928). „Совјетска Русија”. Летопис Матице српске. Нови Сад. Год. 102, књ. 316, св. 2 (мај 1928): 302—304.  152637191
- Ćalović, Dragan (2011). „Srpska kulturna baština i socijalistički realizam” (PDF). Megatrend revija. Beograd: Megatrend univerzitet. 8 (2): 321—335. Архивирано из оригинала (PDF) 14. 12. 2018. г. Приступљено 11. 12. 2018.
- Ћосић-Вукић, Ана (2001). „Два путописа из совјетске Русије”. Књига о путопису — зборник радова. Београд: Институт за књижевност и уметност: 351—361.  512592277
- Čubrilo, Jasmina (2013). „Two monuments by Sreten Stojanović : continuity in discontinuity” (PDF). Acta historiae artis Slovenica (на језику: енглески). Ljubljana: Umetnostnozgodovinski inštitut Franceta Steleta (18/2): 59—74.  523802263

### Новине
- Кашанин, Милан (1926). „Изложба г. Сретена Стојановића”. Српски књижевни гласник. Београд. XVII (1): 461—463.
- Ораовац, Ђорђе (1939). „Изложба Сретена Стојановића”. Уметнички преглед. Београд. II (6): 187—190.
- Петровић, Растко (21. 4. 1934). „Изложба Сретена Стојановића у Уметничком павиљону”. Политика (9313). Београд. стр. 11.[мртва веза]
- Петровић, Растко (1922). „Уметничка изложба (М. Милуновића и Ср. Стојановића)”. Мисао : књижевно-политички часопис. Београд. X (6): 1687—1691.
- Добровић, Петар (5. 11. 1922). „Две изложбе. Милуновић и Стојановић”. Политика (5221). Београд. стр. 5.[мртва веза]
- Дучић, Јован (6. 11. 1922). „Два нова уметника”. Политика (5222). Београд. стр. 3—5.[мртва веза]
- Манојловић, Тодор (1922). „Изложба М. Милуновића и С. Стојановића”. Српски књижевни гласник. Београд. VII (1): 468—470.